# 189-я пехотная дивизия (вермахт)
189-я пехотная дивизия (нем. 189. Infanterie-Division) — тактическое соединение сухопутных войск вооружённых сил нацистской Германии периода Второй мировой войны.

## История
189-я пехотная дивизия была сформирована 8 октября 1944 года в Эльзасе путём переименования 189-й резервной дивизии, находившейся в это время в Монбельяре. Соединение, которое входило в состав 19-й полевой армии генерала пехоты Фридриха Визе, доукомплектовывалось за счёт других частей и отдельных подразделений, понесших серьёзные потери в предыдущих боях во Франции.
В январе-феврале 1945 года дивизия в составе 63-го армейского корпуса вела упорные бои у Кольмара, попала в окружение, из которого вырвались лишь остатки 189-й дивизии, которые отошли дальше на восток в Германию. В марте 189-я дивизия была переформирована во Фрайбурге и окончательно разгромлена на Западном фронте, где и капитулировала в мае 1945 года.

## Местонахождение
- с октября 1944 по май 1945 (Эльзас)

## Подчинение
- 63-й армейский корпус 19-й армии группы армий «G» (октябрь 1944 — май 1945)

## Командиры
- генерал-майор Эрнст фон Бауэр (8 октября 1944 — 8 мая 1945)

## Состав
- 1212-й гренадерский полк
- 1213-й гренадерский полк
- 1214-й гренадерский полк
- 1089-й артиллерийский полк
- 1089-й сапёрный батальон
- 1089-й противотанковый дивизион
- 1089-й батальон связи
- 1089-й отряд материального обеспечения
- 1089-й полевой запасной батальон